# 城隍镇 (兴业县)
城隍镇，是中华人民共和国广西壮族自治区玉林市兴业县下辖的一个乡镇级行政单位。

## 行政区划
城隍镇下辖以下地区：
城隍社区、城隍村、大西村、镇南村、莫村、陈塘村、塘肚村、枫木村、荣华村、平定村、平巷村、白沙村、龙谭村、万安村、马庄村、莲塘村、湖村、幸福村和镇东村。